# Józef Lipski (autor tekstów)
Józef Lipski (ur. ok. 1908–1910 w Warszawie, zm. ok. 1943 tamże) – polski autor piosenek.

## Życiorys
Pisał piosenki dla firmy Odeon, głównie teksty do utworów zagranicznych, np. Nos do góry, muzyka Jimmy Kennedy. Napisał słowa piosenki Gdy radio w pokoiku gra do  muzyki Tadeusza Górzyńskiego, dedykowane Joannie Poraskiej, spikerce Polskiego Radia, laureatce tytułu Miss mikrofonu w 1939. Razem z Władysławem Szlengelem napisał słowa do tytułowego tanga z niemieckiego filmu Tango Notturno (z Polą Negri w roli głównej), skomponowanego przez Hansa-Otto Bergmanna, wykonywanego później m.in. przez Wierę Gran i Sławę Przybylską.
W warszawskim getcie brał udział w wieczorach recytatorskich w kawiarni Sztuka, pisał teksty żywego dziennika.